# Cagnò
Cagnò là một đô thị ở tỉnh Trento ở vùng Trentino-Alto Adige/Südtirol của Ý, tọa lạc cách 35 km về phía bắc của Trento. Tại thời điểm ngày 31 tháng 12 năm 2004, đô thị này có dân số 378 người và diện tích là 3,3 km².
Cagnò giáp các đô thị: Laurein-Lauregno, Proveis-Proves, Rumo, Revò, Livo, và Cles.